# Pintura (l'ampolla de vi)
Pintura (l'ampolla de vi) és un quadre realitzat per Joan Miró el 1924 que actualment forma part de la col·lecció permanent de la Fundació Joan Miró de Barcelona,

## Context històric
L'any 1921, Joan Miró s'instal·la a París. El seu taller, situat al número 45 de la Rue Blomet, és contigu al d'André Masson, on es reuneixen artistes i escriptors d'avantguarda per discutir sobre art i literatura. Aquestes reunions són decisives per a la pintura de Miró, que s'allunya progressivament del realisme per deixar pas a un món meravellós i fantàstic.
Pintura (L'ampolla de vi) mostra una conjunció d'elements inconnexos: una ampolla de vi amb un volcà, una serp amb bigotis i una abella. La lògica que els relaciona és d'ordre poètic. Tanmateix, la llibertat associativa que justifica la convivència harmoniosa de tots els elements evidencia la crisi dels gèneres pictòrics i el triomf de l'ambigüitat: les formes angulars que divideixen la tela suggereixen alhora una taula i un paisatge indefinible.
Miró es proposarà expressar plàsticament la poesia, mitjançant la qual vol depassar la pintura.